# Плацында, Аркадий Максимович
Аркадий Максимович Плацында (12 июня 1915, Григориополь — 2001, Кишинёв) — советский актёр театра и кино, театральный деятель, преподаватель. Народный артист Молдавской ССР (1961). Кавалер Ордена Республики (1994).

## Биография
Родился 12 июня 1915 года в Григориополе.
Завершил обучение в Одесском театральном училище в 1937 году. В 1938 году начал свою творческую деятельность в Молдавском музыкально-драматическом театре им. А. Пушкина. В 1957 году дебютировал в кинематографе.
Начиная с 1958 года преподавал, доцент Кишиневского института искусств, вёл курс актёрского мастерства. Участвовал в дубляже кинофильмов разных киностудий на молдавский язык.
Проживал в Кишинёве. Умер в 2001 году.

## Награды и премии
- Народный артист Молдавской ССР — (1961),
- Орден Трудового Красного Знамени,
- Орден Отечественной войны II степени (11.03.1985),
- Орден Республики (1994).

## Роли
В театре:
- Бобчинский («Ревизор» Н. В. Гоголя);
- Лука («На дне» М.Горького);
- Павел Иванович («Простая девушка» Шкваркина);
- Тихон («Гроза»);
- Любим Торцов;
- Грубек («Под каштанами Праги» Симонова),
- Шут («Король Лир»),
- Макар («Нелетающие птички» Портного),
- Константин Бэдэрэу («Марийкино счастье» Корняну),
- дед Ион («Каса маре» Друце),
- инспектор («Бурлящий Дунай» Букова).

В кино:
- 1957 — «Не на своём месте» (Феодосий, председатель колхоза);
- 1969 — «Десять зим за одно лето» (Костаке);
- 1970 — «Крутизна» (Негарэ)
- 1973 — «Дом для Серафима» (Михаил Иванович Черчел);
- 1974 — «Осенние грозы» (бухгалтер);